# Ancylastrum
Ancylastrum é um género de gastrópode  da família Planorbidae.
Este género contém as seguintes espécies:
- Ancylastrum cumingianus (Bourguignat, 1853)